# جينو فالي

مسرح البلدية بمدينة فيتشنزا من تصميم جينو فالي

جينو فالي (Gino Valle) (أودينه، 7 ديسمبر 1923 - أودينه، 30 سبتمبر 2003)، مهندس معماري ومصمم إيطالي.

## أعمالة
- 1951 Ghetti منزل في أوديني
- 1953 دار Migotto أوديني.
  - Cassa دي دي Risparmio أوديني
  - سمان في بيت Sutrio ** 1954) انظر Cassa دي Risparmio دي Latisana (Latisana) ** 1955 المستشفى المدني في Portogrua * 1956 كاسا بيلليني في أوديني قاعة المدينة * Treppo Carnico * 1957 في المدارس Sutr * 1959 مصنع البياني للكنيسة في Molin * 1959 النصب التذكارى للمقاومة أوديني ** المكاتب زانوسي Porcia (السند الإذني) * 1961 سكالا مصنع السيراميك في Pordenone * 1962 حمام عرتة Terme ** مصنع Sirpa الجاهزة في Tavagnacco ** 1963 فرع الصناعات نوع ريكس، زانوسي. ** كازا لريناتو Romanelli أوديني. ** لأعمال التوسيع والتجديد في المنزل الكنيسة أوديني ** مبنى تجاري في Mercatovecchio أوديني ** 1965 كاسا مانزانو أوديني. * 1967 مزرعة Pighin Risano . ** رئيس صحيفة ;Messaggero فينيتو ; أوديني * 1970 مبنى تجاري وسكني إينا أوديني * 1971 elettrocontabile مركز زانوسي Pordenone . * 1972 جالفاني مركز Pordenone * 1973 لمكتب المنشآت والمعدات لFantoni Osoppo (مكتب مصغر) قاعة المدينة * Fontanafredda * 1974 الجاهزة لنظام المدارس في Valdadige * 1975 بلدية Sutrio ** Kursaal ; ;to ; ; عرتة Ter * 1976 بناء المساكن 100 IACP أوديني * 1977 مركز إدارة «جالفاني» Pordenone ** س في حي سكني دي ستيفانو Buia ** ترميم القصر Besana بنكا التجاري الإيطالية ميلانو * 1980 آي بي إم مركز توزيع في إيطاليا Basiano] يستجوبها
- مجمع يضم Giudecca (حي IACP) * 1981) انظر: بنكا التجاري الإيطالية في نيويورك * 1982 النقدية الريفية Schio * 1983 606 بلوك الابتدائية في برلين
- 1984 مجمع مكاتب وفندق وزير الدفاع باريس
- قصر العدل في بادوفا
- 1985 Bicocca ميلانو
- قصر مكاتب أوليفيتي Ivrea
- إعادة هيكلة Florio قصر للجامعة أوديني
- 1986 قصر العدل في بريشيا
- 1987 إعادة تشكيل برج اليتاليا في آي بي إم اليورو إلى روما
- 1991 موقع دويتشه بنك] في Bicocca
- هذه الخطة بالتفصيل إلى Bufalotta روما
- 1995 إعادة برج اليتاليا ; يورو
- النباتات Fantoni Osoppo
- ايكو تبريد في Pocenia
- كلية علم النفس وبسبب بادوفا
- مكتب Société Générale في باريس
- مكاتب لافارج افينيون
- 1996 إعادة هيكلة مجموع مسرح أولمبيا في باريس * 2001 الخطة بالتفصيل باب ميلانو
- مسرح البلدية بمدينة فيتشنزا
- Cittadella الجامعية دي
- بادوفا (اللغة، والصفحة الرئيسية لمركز الطلبة).
- السينما ;بازوليني ; Cervignano ديل فريولي وقبر الكاتب في Casarsa النعيم التصميم الصناعي: * 1956 5 ساعة Cifra تصميم ناني وادي، وجون ميشيل ماير المقاطعة الإنتاج طاقة الشمسية & سبا جيم
- 1962 النائية أبجدية الإنتاج طاقة الشمسية ; سبا جيم
- 1962 Bomelco المؤشر لإنتاج البنزين الشمسية
- 1967 مع توماس مالدونادو لrealizzazone منسقة مجموعة من Rinascente—Upim